# La Bohémienne (Hals)
Pour les articles homonymes, voir La Bohémienne.
La Bohémienne est un tableau du peintre néerlandais Frans Hals réalisé vers 1626. Cette huile sur bois est un portrait d'une jeune courtisane souriante. Ce n'est qu'à son entrée au Louvre, où il est toujours conservé, que le tableau est baptisé La Bohémienne.